# 북동부 지방 (북마케도니아)

북동부 지방의 위치

북동부 지방(마케도니아어: Североисточен плански регион)은 북마케도니아를 구성하는 8개의 통계 지방 가운데 하나로 면적은 2,306km2, 인구는 176,174명(2014년 기준), 인구 밀도는 76명/km2이다. 북마케도니아 북동부에 위치한다.
북쪽으로는 코소보와 세르비아, 동쪽으로는 세르비아와 국경을 접하며 서쪽으로는 스코페 지방, 남쪽으로는 동부 지방과 접한다. 6개 지방 자치체(크라토보시, 크리바팔란카시, 쿠마노보시, 립코보시, 란코프체시, 스타로나고리차네시)가 이 지방에 속한다.